# Barcelona KIA 2007
Barcelona KIA 2007 — тенісний турнір, що проходив на відкритих кортах з ґрунтовим покриттям у Барселоні (Іспанія). Це був перший за ліком Barcelona Ladies Open. Належав до турнірів 4-ї категорії в рамках Туру WTA 2007. Тривав з 11 до 17 червня 2007 року.

## Очки і призові

### Нарахування очок
| Дисципліна       | П   | Ф  | ПФ | ЧФ | 1/8 | 1/16 | Q3  | Q2  | Q1  |
| Одиночний розряд | 115 | 80 | 50 | 30 | 15  | 1    | 3   | 2   | 1   |
| Парний розряд    | 115 | 80 | 50 | 30 | 1   | Н/Д  | Н/Д | Н/Д | Н/Д |

### Призові гроші
| Дисципліна       | П       | Ф       | ПФ     | ЧФ     | 1/8    | 1/16 | Q3   | Q2   | Q1   |
| Одиночний розряд | $21,140 | $11,395 | $6,140 | $3,310 | $1,775 | $955 | $515 | $280 | $165 |
| Парний розряд *  | $6,240  | $3,360  | $1,810 | $970   | $525   | Н/Д  | Н/Д  | Н/Д  | Н/Д  |

* на пару

## Учасниці основної сітки в одиночному розряді

### Сіяні
| Країна    | Гравчиня             | Рейтинг | Сіяна |
| --------- | -------------------- | ------- | ----- |
| Італія    | Франческа Ск'явоне   | 28      | 1     |
| Німеччина | Мартіна Мюллер       | 36      | 2     |
| Франція   | Емілі Луа            | 41      | 3     |
| Естонія   | Кая Канепі           | 55      | 4     |
| Іспанія   | Лурдес Домінгес Ліно | 59      | 5     |
| США       | Меган Шонессі        | 61      | 6     |
| Франція   | Віржіні Раззано      | 62      | 7     |
| Італія    | Флавія Пеннетта      | 67      | 8     |

### Інші учасниці
Нижче наведено учасниць, які отримали вайлдкард на участь в основній сітці:
- Нурія Льягостера Вівес
- Кончіта Мартінес Гранадос
- Лаура Поус-Тіо

Нижче наведено гравчинь, які пробились в основну сітку через стадію кваліфікації:
- Грета Арн
- Катерина Доголевич
- Марія Емілія Салерні
- Агнеш Савай

### Знялись
- Івета Бенешова (right lumbar dysfunction)
- Роміна Опранді (забій правої руки)

## Учасниці основної сітки в парному розряді

### Сіяні
| Країна    | Гравчиня                  | Країна  | Гравчиня             | Рейтинг | Сіяна |
| --------- | ------------------------- | ------- | -------------------- | ------- | ----- |
| Хорватія  | Єлена Костанич-Тошич      | Україна | Тетяна Перебийніс    | 93      | 1     |
| Іспанія   | Лурдес Домінгес Ліно      | Італія  | Флавія Пеннетта      | 112     | 2     |
| Німеччина | Мартіна Мюллер            | Чехія   | Габріела Навратілова | 154     | 3     |
| Україна   | Коритцева Марія Сергіївна | Польща  | Алісія Росольська    | 191     | 4     |

### Інші учасниці
Нижче наведено пари, які отримали вайлдкард на участь в основній сітці:
- Лаура Поус-Тіо /  Карла Суарес Наварро

## Переможниці

### Одиночний розряд
Меган Шонессі —  Едіна Галловіц, 6–3, 6–2

### Парний розряд
Нурія Льягостера Вівес /  Аранча Парра Сантонха —  Лурдес Домінгес Ліно /  Флавія Пеннетта, 7–6(7–3), 2–6, [12–10]